# Équipe d'Afghanistan de curling
L'équipe d'Afghanistan de curling est la sélection qui représente l'Afghanistan dans les compétitions internationales de curling. En 2017, les équipes ne sont pas classées.

## Historique
La Fédération de curling d'Afghanistan n'a été fondée que depuis 2016 et devient membre de la Fédération mondiale de curling en 2017 pour bénéficier du programme de développement.
L'initiative a été lancé par le secrétaire de presse du Comité olympique afghan et le fondateur de la Fédération, Manurshash Shahzad qui se sont intéressés au curling.
L'équipe nationale afghane de curling a effectué un stage au Kazakhstan en juin 2017.